# Eupogonius pubescens
Eupogonius pubescens là một loài bọ cánh cứng trong họ Cerambycidae.